# Serhij Zajec'
Serhij Anatolijovyč Zajec' (in ucraino Сергій Анатолійович Заєць?; in russo Сергей Анатольевич Заец?, Sergej Anatol'evič Zaec; Berdyčiv, 18 agosto 1969) è un ex calciatore sovietico, dal 1991 ucraino, di ruolo difensore.

## Carriera
Con la Dinamo Kiev vinse un campionato e una coppa nazionale sovietici e un campionato e una coppa nazionale ucraini.
Nel 1989 con l'Under-20 prese parte al campionato mondiale di categoria. L'anno seguente vinse il Campionato europeo di calcio Under-21 1990 con la nazionale giovanile sovietica.
Nel 1992 fu convocato dalla nazionale ucraina senza tuttavia esordire.

## Palmarès

### Club

#### Competizioni nazionali
- Campionato ucraino: 3

Dinamo Kiev: 1992-1993, 1993-1994, 1996-1997
- Coppa d'Ucraina: 2

Dinamo Kiev: 1992-1993, 1995-1996

### Nazionali

#### Competizioni giovanili e olimpiche
- Campionato d'Europa Under-21: 1

1990